# ألفونسو هيريرا
ألفونسو هيريرا رودريغويز (بالإنجليزية: Alfonso Herrera)‏ (28 أغسطس 1983  -) هو ممثل مكسيكي ومغني سابق صنفته مجلة بيبول الإسبانية بالمرتبة 7 في قائمة أوسم المشاهير اللاتينيين.

## روابط خارجية
- ألفونسو هيريرا على موقع IMDb (الإنجليزية)
- ألفونسو هيريرا على موقع ألو سيني (الفرنسية)
- ألفونسو هيريرا على موقع ميوزك برينز (الإنجليزية)
- ألفونسو هيريرا على موقع أول موفي (الإنجليزية)
- ألفونسو هيريرا على موقع قاعدة بيانات الفيلم (الإنجليزية)
- ألفونسو هيريرا على موقع كينوبويسك (الروسية)